# Iglesia de Santa María del Prat (Argelers)
La iglesia de Santa María del Prat, o Nuestra Señora del Prat, o Santa María de Argelers, es un templo parroquial de la villa de Argelès-sur-Mer, en la comarca del Rosellón (Pirineos Orientales, Francia).
Está situada al extremo suroeste de la villa vieja de Argelers, dentro del recinto de la villa fortificada.
El año 1178 consta como parrochia Sancte Marie de Prato; la advocación de Nuestra Señora, equivalente a Santa María, es muy antigua: aparece a lo largo de toda la historia. Inicialmente construida dentro del románico, en el siglo XIV fue reconstruida nuevamente y dotada de un bello campanario.
Se conserva una pila baptismal de la iglesia anterior. Es del siglo XIII, y tiene una inscripción grabada en la piedra: 

MAGISTER GVILLELMVS: MARCHI: DE VOLONO: ME FECIT (Me hizo el maestro Guillermo Marco, del Voló).